# 이수지 (1998년)
이수지(李繡至, 1998년 3월 20일~)는 대한민국의 배우이자 가수로, 과거 대한민국의 걸 그룹 《디아크》, 《리얼걸프로젝트》, 《유니티》의 멤버였다. 《디아크》의 구성원으로 활동 당시에는 한라라는 예명을 사용했다.

## 학력
- 한림연예예술고등학교 연예학과 (졸업)

## 생애

### 데뷔 전
2013년 - 대구광역시에서 열리는 뮤직K 엔터테인먼트에서 2년간의 경력을 쌓기 위해 연수생을 선발했는데 이에 픽업이 되었다.
2014년 - 홍진영의 노래 《"산다는 건 (Cheer Up)"》의 뮤직 비디오에서 주연 됨.
2015년 - 뮤직K 엔터테인먼트는 이어 디아크의 세 번째 멤버 한라의 이미지를 공개했다.

### 2015~현재: 디 아크 와 솔로 활동
그녀는 2015년 4월 12일, 걸 그룹 《디아크》의 멤버 한라로 데뷔하였다.
2016년 4월 15일, 일단 그녀는 그녀의 진짜 본래 이름(이수지)으로 다시 그녀의 개인 활동에 들어갔다. 8월 25일, 걸 그룹 리얼걸프로젝트의 멤버로 다시 데뷔하였다.
2017년 4월 28일, 드라마 《꿈을 드림》이라는 작품에서 '이수지' 역을 맡으면서 연기자로 데뷔하였다. 9월 16일, 수지 그녀는 걸 그룹 리부팅 음악 프로그램이었던 《프로젝트 유닛》에 출연하기도 했다.

## 음반 목록

### 디아크
- Somebody 4 Life (2015년)

### OST
- "Memories(메모리즈)" (2017년 아이돌마스터.KR - 꿈을 드림 OST, 지원과 듀엣)

## 주요 출연작

### 드라마
| 연도 | 방송사                      | 제목                        | 역할   | 비고   |
| ---- | --------------------------- | --------------------------- | ------ | ------ |
| 2017 | SBS funE SBS 플러스 SBS MTV | 아이돌마스터.KR - 꿈을 드림 | 이수지 | 주연   |
| 2017 | SBS funE SBS 플러스 SBS MTV | 아이돌마스터.KR - 꿈을 드림 | 이수아 | 게스트 |
| 2018 | 유튜브                      | 핸드메이드 러브             | 한사랑 |        |

### 예능
| 방송사 | 제목                           | 역할      | 기간                               | 비고          |
| ------ | ------------------------------ | --------- | ---------------------------------- | ------------- |
| KBS2   | 뮤직뱅크                       | 스페셜 MC | 2017년 8월 4일                     | 대기실 인터뷰 |
| KBS2   | 아이돌 리부팅 프로젝트 더 유닛 | 참가자    | 2017년 10월 28일 ~ 2018년 2월 10일 |               |
| KBS2   | KBS 가요대축제                 | 특별출연  | 2017년 12월 29일                   |               |
| KBS2   | 불후의 명곡 - 전설을 노래하다  | 참가자    | 2018년 3월 31일 ~ 2018년 4월 7일   |               |

### 뮤직 비디오
| 연도 | 가수    | 노래                 | 비고   |
| ---- | ------- | -------------------- | ------ |
| 2014 | 홍진영  | 산다는 건 (Cheer Up) | [ 17 ] |
| 2015 | 디 아크 | 빛                   | [ 19 ] |
| 2019 | 앤씨아  | 밤바람               |        |

### 광고
| 연도 | 기업명         | 제품명       | 종류       |
| ---- | -------------- | ------------ | ---------- |
| 2015 | 한국화장품     | 쏘내추럴     | 화장품     |
| 2018 | 투썸플레이스   | 투썸플레이스 | 디저트카페 |
| 2019 | 동서식품       | 맥심모카골드 | 커피       |
| 2021 | 한국에너지공단 | 전기절약     | 공익광고   |